# Conrad Magnusson
Conrad Emanuel Magnusson (10 agosto 1873 – Chicago, 14 settembre 1924) è stato un tiratore di fune statunitense.

## Biografia
Ha partecipato ai giochi olimpici di St. Louis del 1904, dove ha vinto, con la squadra del Milwaukee Athletic Club, la medaglia d'oro nel tiro alla fune, sconfiggendo in finale la squadra statunitense del New York Athletic Club.

## Palmarès
In carriera ha conseguito i seguenti risultati:
- Giochi olimpici

St. Louis 1904: oro nel tiro alla fune.